# El cordó de la vila
El cordó de la vila és la primera obra dramàtica del dramaturg mallorquí Pere d'Alcàntara Penya. Va ser escrita durant l'estiu de 1865, a l'època en què Palma va ser assolada per una terrible epidèmia de còlera.
Va ser publicada el febrer de 1866 i estrenada al Teatre Principal de la ciutat el 21 d'abril del mateix any. Les representacions es repetiren durant tota la temporada de primavera. L'autor, molt polifacètic, ja tenia una bona reputació com a poeta, litògraf, mestre d'obres i topògraf. Durant el contagi, a diferència d'altres ciutadans benestants, va restar a la ciutat i va activar les obres que dirigia com a arquitecte a fi de donar feina als jornalers desvalguts. Tractà el mateix tema al poema La gent del còlera.
Aquesta farsa té una importància especial en la història del teatre a Mallorca, atès que és la primera obra que, durant les dècades centrals del segle xix, escriu en català el més popular dels escriptors que podem considerar renaixentistes, un autor relacionat amb la literatura culta. També es pot considerar la primera obra del que després va ser conegut com a teatre regional, important durant bona part del segle xx.
És una peça grotesca de caràcter paròdic que integra elements procedents de l'entremès tradicional, la literatura costumista i el teatre polític. El motiu central descriu l'establiment d'un cordó sanitari en un dels pobles pròxims a la capital de l'illa. Entorn dels sectors conservadors basteix les principals caricatures: la de don Cosme, el cacic terratinent, que prové de la ciutat; la del batle i els regidors, que segueixen els seus dictats, i les del fosser, l'escolà, el mestre i el metge o cirurgià, que executen les seves ordres. Penya creia que la por havia impedit de combatre amb eficàcia la plaga. Sobre l'escenari es converteix en un dels recursos còmics més desenvolupat, aprofitant la tradició burlesca precedent. Permet la presència d'elements recurrents, alguns procedents de l'entremès, com l'ebrietat, la confusió creada per un personatge a qui tothom creu mort, mig enterrat en calç, i que finalment s'incorpora, etc. També s'estrafan escenes de la realitat immediata, com el mateix cordó o la fumigació de les cartes que porta el correu. En contraposició amb els personatges més grotescos, d'altres hi són lleument idealitzats, sobretot el Coix, que representa l'oposició municipal i que és qui aporta més sentit humanitari.
L'obra exigeix força attrezzo i aparell escenogràfic, ja que s'ha de simular un camp de figueres, amb el poble al fons. També hi han d'aparèixer diversos carruatges i un bon nombre de figurants.